# Steubenville
Steubenville is een plaats (city) in de Amerikaanse staat Ohio, en valt bestuurlijk gezien onder Jefferson County. Steubenville is gelegen langs de Ohio River zo'n 50 km ten westen van Pittsburgh en had een bevolking van 18.161 inwoners bij de volkstelling van 2020. De naam van de stad is afgeleid van Fort Steuben, een fort uit 1786 dat binnen de huidige grenzen van de stad lag en werd vernoemd naar de Pruisische militaire officier Baron Friedrich Wilhelm von Steuben. Het is een belangrijke stad van het grootstedelijk gebied Weirton-Steubenville, dat in 2020 een bevolking van 116.903 inwoners had.
De campus van de Franciscan University of Steubenville bevindt zich in Steubenville. De stad is de geboorteplaats van onder meer Edwin Stanton, minister van Oorlog tijdens de Amerikaanse Burgeroorlog en de legendarische entertainer Dean Martin van de Rat Pack die hier ook opgroeide.

## Demografie
Bij de volkstelling in 2000 werd het aantal inwoners vastgesteld op 19.015.
In 2006 is het aantal inwoners door het United States Census Bureau geschat op 19.199, een stijging van 184 (1,0%).

## Geografie
Volgens het United States Census Bureau beslaat de plaats een oppervlakte van
26,7 km², geheel bestaande uit land.

## Plaatsen in de nabije omgeving
De onderstaande figuur toont nabijgelegen plaatsen in een straal van 8 km rond Steubenville.

## Geboren
- Edwin Stanton (1814-1869), advocaat en minister
- Dean Martin (1917-1995), filmacteur, zanger en komiek
- Richard C. Banks (1931), ornitholoog
- Scott Paulin (1950), televisiefilmacteur
- Traci Lords (1968), (porno)actrice en zangeres